# Bryum minutulum
Bryum minutulum là một loài Rêu trong họ Bryaceae. Loài này được (Hampe) Müll. Hal. mô tả khoa học đầu tiên năm 1900.